# Cyril Barlow
Cyril Arthur Barlow  (sinh ngày 22 tháng 1 năm 1889) là một cầu thủ bóng đá người Anh. Ông thường thi đấu ở vị trí hậu vệ. Ông sinh ra ở Newton Heath, Manchester, thi đấu cho Manchester United, Northern Nomads, và New Cross.